# Arge humeralis
Arge humeralis är en stekelart som först beskrevs av Ambroise Marie François Joseph Palisot de Beauvois.  Arge humeralis ingår i släktet Arge och familjen borsthornsteklar. Inga underarter finns listade.